# America's Army
America's Army is een online first person shooter videospel dat gratis verkrijgbaar is op het internet. Het spel werd oorspronkelijk in 2002 voor het Amerikaanse leger gemaakt door Luitenant-kolonel Casey Wardynski. Het doel ervan was jongeren te motiveren zich bij het leger aan te sluiten via een 'recruiter' in de buurt. Intussen is het spel gekocht door een gameontwikkelaar maar veel van deze content is toch gebleven.

## Ontwikkeling
In 2000 is de ontwikkeling van het spel begonnen; tot eind 2008 werden regelmatig grote en kleine upgrades uitgebracht.
Op 4 juli 2002 kwam het originele spel voor de PC uit. Het spel werd betaald en ontwikkeld door het Amerikaanse leger met de Unreal Engine. Tot versie 2.5 werden zowel Windows, Linux en Mac OS X ondersteund; vanaf versie 2.6 is dit echter niet meer het geval.
Toen het spel in 2002 uitkwam, begon men bij versie 1.0 en inmiddels is men bij versie 2.8.5 aangeland. Van de PC-versie van het spel bestaat naast AA 2.8.5 ook AA versie 3. Deze laatste werd volledig zelf gemaakt door het bedrijf dat de rechten op het spel kocht, maar omdat die nog veel fouten (bugs) vertoont, houden de meeste spelers het bij de oudere versie. AA 3 werd uitgebracht in augustus 2009 maar is nog steeds niet verbeterd.
Versie 3 loopt op de Unreal Engine 3.0. Gedurende de ontwikkeling hiervan werden af en toe door gebruikers gemaakte speelvelden naar buiten gebracht. Ook is bij het spel een subprogramma inbegrepen, America's Army Mission Editor, waarmee men zelf speelvelden kan maken; deze worden dan verzameld op fansites en kunnen daar worden gedownload.
Op 16 november 2005 is er een speciale versie uitgekomen voor de Xbox en PlayStation 2. Deze heeft als ondertitel Rise of a soldier en is ontwikkeld door Ubisoft en Secret Level met advies van het Amerikaanse leger. Dit spel is niet gratis te downloaden en legt de nadruk meer op het singleplayer spel.

## Samenvatting
Het spel America's Army valt onder de first person shooters binnen het subgenre realistische shooter. In de loop der tijd zijn onder meer tientallen maps en een heel nieuw Special Forces thema toegevoegd.
America's Army is het eerste spel dat als doel heeft mensen over te halen het leger in te gaan. Vanwege het duidelijke politieke standpunt en de directe link met het Amerikaanse leger is het volgens sommige critici regelrechte propaganda. In het spel zitten bijvoorbeeld interviews met drill-sergeanten, geroyeerde soldaten (Real Heroes) en Special Forces.
Volgens een teller op de website van America's Army zijn er zo'n tien miljoen geregistreerde gebruikers; dit is echter niet het aantal mensen dat speelt. Volgens statistieken van Gamespy speelden er tussen 2002 en 2005 gemiddeld 3000 tot 6000 spelers tegelijkertijd online.

## Militaire Carrière
In het spel wordt een militaire carrière nagebootst. Voor men zich online kan gaan uitleven, moet een aantal trainingmissies tot een goed einde worden gebracht. Waar trainingsmissies in gelijksoortige games vrij gemakkelijk zijn, is dat bij dit spel niet het geval. Naast wapenbeheersing en wapenkennis staat bijvoorbeeld ook medische training op het menu. Overigens is het vanaf versie 2.7 ook mogelijk om zonder enige training een aantal missies te spelen.

### Training
De basistraining (bestaande uit vier onderdelen) moet eerst succesvol worden afgerond voordat men echt aan de slag kan. De basistraining leert een speler hoe hij zich moet bewegen in het spel, maar ook hoe hij moet richten en hoe hij vijanden kan herkennen.
Nadat de basistraining is afgerond, kunnen ook andere trainingen worden gedaan. Het voltooien hiervan heeft als voordeel dat in het online-gedeelte van het spel meer mogelijkheden beschikbaar komen. Zo kan een speler na de scherpschuttertraining ook in het online-spel met een scherpschuttergeweer aan de slag, en na een medische training met een verbanddoos. De moeilijkste training, die ook de meeste mogelijkheden opent, is de Special Forces-training. Hiermee kun je met betere wapens de vijand bestrijden in verschillende mappen waar mensen die geen SF-training gedaan hebben, niet in mogen.

### Honor Level
Net zoals in het leger zijn er strepen te verdienen door meer en meer 'honor' bijeen te sprokkelen. Iedere nieuwe speler begint met 'honor level' 10. Door vijanden neer te schieten of door missies tot een goed einde te brengen, zal het 'honor level' langzaam maar zeker stijgen. Het kan echter ook dalen. Wie teamleden neerschiet, krijgt zogenaamde ROE-punten. ROE staat voor Rules of Engagement. Wie die overtreedt, verliest punten en kan 'honor' verliezen. Wanneer men een 'honor level' van 15 bereikt, kan men toetreden tot de "Special Forces" (SF), mits men voor deze training slaagt. De SF-niveaus kunnen ook worden gespeeld door spelers van lager 'honor level' maar deze kunnen dan enkel de rol van inheemse hulptroepen aannemen.

## Online gedeelte
Als de basistraining en eventueel andere trainingen zijn afgerond, kan de speler online gaan.
Men kan kiezen uit verschillende niveaus. Elk niveau is anders opgebouwd. Zo is Mountain Pass een niveau waar vooral tactisch moet worden gespeeld, en de vijand kan van grotere afstand onder vuur worden genomen (onder andere met het sluipschuttergeweer), terwijl niveaus zoals Pipeline en Weapons Cache meer zijn gericht op directe actie en 'close encounters'.
Bij binnenkomst in een niveau kan men kiezen aan welke kant wordt gespeeld. Er kan worden gekozen tussen Assault en Defense (aanval of verdediging) en bij sommige niveaus met een ander spelkarakter kan bijvoorbeeld worden gekozen voor Assault East of Assault West als beide kanten hetzelfde moeten doen. Welke kant de speler ook kiest, hij ziet zichzelf en zijn teamgenoten altijd als een Amerikaans soldaat en de tegenstanders als terroristen. Men kan dus nooit in de rol van terrorist kruipen.
Ook de wapens van de tegenstanders worden verdraaid door het spel; zo kunnen jouw tegenstanders jouw wapen zien als het wapen van een terrorist. Ook als je het wapen laat vallen en een tegenstander pakt het op, is het voor beide partijen een ander wapen. Zelfs de geluiden die de wapens maken tijdens het schieten worden verdraaid.
Sinds versie 2.7 zijn er twee speelvelden beschikbaar (de zogenaamde COOP mode) waarbij een klein team van Special Forces het opneemt tegen een groot team van vijanden. Deze vijanden zijn computergestuurd. Het doel van deze zogenaamde Overmatch is de overmacht van de Special Forces aan te geven waar deze voorheen niet beter waren dan hun vijanden (aangezien ook deze worden gespeeld door mensen die zichzelf als Special Forces zien). Op deze speelvelden werd al snel na de release niet meer gespeeld vanwege de veel minder spannende speelmanier (bijna roerloze NPCs tegen spelers, of spelers tegen spelers).